# Popillia demeyeri
Popillia demeyeri är en skalbaggsart som beskrevs av Limbourg 2008. Popillia demeyeri ingår i släktet Popillia och familjen Rutelidae. Inga underarter finns listade i Catalogue of Life.